# Effectif actuel des Ducks d'Anaheim
| No    | Nom                | Nat. | Position      | Arrivée                       | Salaire        |
| ----- | ------------------ | ---- | ------------- | ----------------------------- | -------------- |
| +001, | Lukáš Dostál       |      | Gardien       | 2018 - Repêchage              | +00812 500, $  |
| +036, | John Gibson        |      | Gardien       | 2011 - Repêchage              | +06 400 000, $ |
| +006, | Brian Dumoulin     |      | Défenseur     | 2024 - Kraken de Seattle      | +03 150 000, $ |
| +007, | Radko Gudas – C    |      | Défenseur     | 2023 - Agent libre            | +04 000 000, $ |
| +043, | Drew Helleson      |      | Défenseur     | 2022 - Avalanche du Colorado  | +00746 790, $  |
| +002, | Jackson LaCombe    |      | Défenseur     | 2019 - Repêchage              | +00925 000, $  |
| +034, | Pavel Mintioukov   |      | Défenseur     | 2022 - Repêchage              | +00918 333, $  |
| +065, | Jacob Trouba       |      | Défenseur     | 2024 - Rangers de New York    | +08 000 000, $ |
| +051, | Olen Zellweger     |      | Défenseur     | 2021 - Repêchage              | +00844 167, $  |
| +091, | Leo Carlsson       |      | Centre        | 2023 - Repêchage              | +00950 000, $  |
| +013, | Robby Fabbri       |      | Centre        | 2024 - Red Wings de Détroit   | +04 000 000, $ |
| +061, | Cutter Gauthier    |      | Ailier gauche | 2024 - Flyers de Philadelphie | +00950 000, $  |
| +038, | Jansen Harkins     |      | Centre        | 2024 - Agent libre            | +00639 912, $  |
| +044, | Ross Johnston      |      | Ailier gauche | 2023 - Ballotage              | +01 100 000, $ |
| +017, | Alex Killorn       |      | Ailier gauche | 2023 - Agent libre            | +06 250 000, $ |
| +020, | Brett Leason       |      | Ailier droit  | 2022 - Ballotage              | +01 050 000, $ |
| +021, | Isac Lunderström   |      | Centre        | 2018 - Repêchage              | +01 500 000, $ |
| +026, | Brock McGinn       |      | Ailier gauche | 2023 - Penguins de Pittsburgh | +02 750 000, $ |
| +023, | Mason McTavish – A |      | Centre        | 2021 - Repêchage              | +00894 167, $  |
| +016, | Ryan Strome        |      | Centre        | 2022 - Agent libre            | +05 000 000, $ |
| +019, | Troy Terry – A     |      | Ailier droit  | 2015 - Repêchage              | +07 000 000, $ |
| +077, | Frank Vatrano      |      | Ailier droit  | 2022 - Agent libre            | +03 650 000, $ |
| +011, | Trevor Zegras      |      | Centre        | 2019 - Repêchage              | +05 750 000, $ |

1. ↑  Effectif des Ducks d'Anaheim sur ducks.nhl.com
2. ↑  (en) « Anaheim Ducks Salary Cap by Year », sur www.spotrac.com (consulté le 18 décembre 2016).
3. ↑  (en) « Effectif actuel des Ducks d'Anaheim », sur Eliteprospects.com